# Ogólnopolski Zakład Osiedli Robotniczych
Ogólnopolski Zakład Osiedli Robotniczych (ZOR, od 1951 Centralny Zarząd Budowy Miast i Osiedli ZOR) – jedyny w latach 40. i 50. XX wieku organ inwestycyjny w wielorodzinnym budownictwie mieszkaniowym na terenie Polskiej Rzeczypospolitej Ludowej.
ZOR został powołany do życia dekretem rządu z 26 kwietnia 1948. W tym samym roku powstały także terenowe Dyrekcje Osiedli Robotniczych (DOR) w: Gdańsku, Gliwicach, Kielcach i Warszawie. Od 1951 podporządkowany Ministerstwu Budownictwa Miast i Osiedli jako Centralny Zarząd Budowy Miast i Osiedli ZOR. W 1954 nastąpiła zmiana nazw jednostek terenowych – na Dyrekcje Budowy Osiedli Robotniczych (DBOR), zarządzane przez władze wojewódzkie. ZOR odpowiadał nie tylko za realizację wielorodzinnego budownictwa mieszkaniowego, ale także kierował odbudową po zniszczeniach II wojny światowej zabytkowych dzielnic staromiejskich, kierując się bardzo niskimi normatywami, częstokroć niezgodnymi z zasadami sztuki konserwatorskiej. Od 1958 podporządkowany samorządowi terytorialnemu (radom narodowym).